# باتلفيلد 2
باتلفيلد 2 (بالإنجليزية: Battlefield 2؛ يترجم كـ « ساحة المعركة »)‏ هي لعبة فيديو من نوع (تصويب منظور الشخص الأول، حرب)، وهي الجزء الثاني من سلسلة باتلفيلد، من نشر (شركة إلكترونيك آرتس) ومن تطوير (ديجيتال إلوجينز سي إي)، صدرت اللعبة في 21 يونيو 2005 في الولايات المتحدة، و22 يونيو 2005 في أستراليا، و24 يونيو 2005 في أوروبا، على منصة مايكروسوفت ويندوز.

في هذه اللعبة أكبر معركة (أون لاين) حيث يستطيع 64 شخصا اللعب في معركة واحدة، وعندما تكون القائد فلك الحرية بامر جنودك ماتريد من الاوامر وسوف تصبح قائدا وتترقى من جندي عندما تجمع عددا معينا من النقاط فأنت تستطيع استعمال كل الأسلحة ابتداء من المسدس وحتي الطائرات النفاثة كالF-35 والطائرات المروحية اباتشى

## الجيوش في اللعبة
الجيوش في اللعبة أربعة هم:
- قوات الشرق الأوسط.
- جيش جمهوية الصين الشعبية.
- الجيش الأمريكي «المارينز».
- قوات الاتحاد الأوروبي.

## الصوت
يعد الصوت في هذه اللعبة أثر تطويرا من الأجزاء السابقة فبالتأكيد يجب أن يكون الصوت متميز لتشعر بأنك تحارب وتدخل في جو اللعبة الممتعه فصوت الجنود وطلقات المدفعية يشعرك بأنك أنت من يفعل ذلك وليس هذا باللعبة.

## الرسوميات
تحتوى اللعبة على محرك جديد للعب ونظام فيزيائي جديد كل هذا التدامج بين كلا من الرسوميات والأصوات المثالية يضفيان مزيجا بين المتعة والشعور بجو المعارك.

## اللعب الجماعي
في هذه اللعبة يكون أقصي عدد 64 للعب الجماعي، الأدوات الموجودة في للعب الجماعي المركبات والاسلحه والقنابل والطائرات، وهناك أيضاّ في اللعبة خرائط متعدده وكثيرة جدا، هناك خرائط تتواجد فيها الطائرات وخرائط لاتتواجد فيها تلك الطائرات وهناك أيضاّ خرائط مخصصه للجيوش العربية، وخرائط مخصصه كذلك للجيش الأمريكي والصيني وطبعاّ تقع الحروب مابينهم، هناك نظام المخاطبة في اللعبة مثل اجهزة المناداة للاعبين وفيها اعطاء الاوامر أو طلب مساعده وبثلاث لغات العربية والإنجليزية والصينية، إذا كانت صحتك غير مكتمله تستطيع مناداة المسعف، وإذا كانت ذخيرتك على وشك الانتهاء تستطيع مناداة جندي الدعم، وإذا كنت تريد دعم تستطيع مناداة اصدقائك من خلال هذا النظام، وإذا كنت تريد ان تذهب إلى مكان محدد تستطيع طلب توصيله.

## وصلات خارجية
- باتلفيلد 2 على موقع IMDb (الإنجليزية)

- الموقع الرسمي
- العرض الرسمي للعبة . على يوتيوب
- طريقة اللعب . على يوتيوب